# Petro Karmanski
Petro Karmanski, ukr. Петро Карманський (ps. Petro Hirkyj, Łeś Mohylnyćkyj, ur. 29 maja 1878 w Cieszanowie, zm. 16 kwietnia 1956 we Lwowie) – ukraiński poeta i tłumacz, przedstawiciel „Mołodoji Muzy”.
Ukończył ukraińskie gimnazjum w Przemyślu, seminarium duchowne w Watykanie, następnie w 1907 Uniwersytet Lwowski. Pierwsze jego utwory wydrukowano w 1899.
W czasie I wojny światowej pracował w obozach jenieckich w Austrii i Niemczech wśród wziętych do niewoli żołnierzy rosyjskich narodowości ukraińskiej. Po wojnie był przedstawicielem dyplomatycznym Ukraińskiej Republiki Ludowej w Watykanie. Zajmował się również zbieraniem funduszy na pomoc Zachodnioukraińskiej Republice Ludowej, w latach 1922–1925 był jej przedstawicielem w Brazylii.
W latach 1922–1932 pracował w Brazylii i Argentynie. Po powrocie do Galicji pracował jako nauczyciel gimnazjalny w Drohobyczu.
Po agresji ZSRR na Polskę i aneksji wschodnich terenów Polski przez ZSRR w 1939, rozpoczął pracę jako wykładowca Uniwersytetu Lwowskiego. W 1940 wstąpił do Związku Radzieckich Pisarzy Ukrainy.
W latach 1944–1946 był dyrektorem muzeum Iwana Franki we Lwowie.
Wydał 9 tomików poezji, tłumaczył na język ukraiński Dantego, Goethe i Amicisa.
Pochowany na Cmentarzu Łyczakowskim we Lwowie.